# Amphinemura mogollonica
Amphinemura mogollonica är en bäcksländeart som beskrevs av Baumann och Gaufin 1972. Amphinemura mogollonica ingår i släktet Amphinemura och familjen kryssbäcksländor. Inga underarter finns listade i Catalogue of Life.